# Campionati italiani juniores di atletica leggera 2017
I LX Campionati italiani juniores di atletica leggera 2017 si sono svolti dal 9 all'11 giugno a Firenze, in Toscana.
La fase di cross è stata disputata il 11 e 12 marzo 2017 a Gubbio alla Festa del Cross 2017, ed ha visto vincitori Francesca Tommasi e Nfamara Njie.
I Campionati italiani individuali di prove multiple juniores sono stati organizzati a Lana (BZ) il 27 e il 28 maggio dello stesso anno.

## Minimi di qualificazione
| Specialità                      | Uomini                                                               | Donne                                                                    |
| ------------------------------- | -------------------------------------------------------------------- | ------------------------------------------------------------------------ |
| 100 metri piani                 | 11"09                                                                | 12"54                                                                    |
| 200 metri piani                 | 22"40                                                                | 25"94                                                                    |
| 400 metri piani                 | 49"94                                                                | 59"50                                                                    |
| 800 metri piani                 | 1'56"50                                                              | 2'21"00                                                                  |
| 1500 metri piani                | 4'02"00                                                              | 4'53"00                                                                  |
| 3000 metri piani                | -                                                                    | -                                                                        |
| 5000 metri piani                | 15'35"00; 8'50"00 (3000m); 9'30"00 (3000st); 33'20"00 (10.000m/10km) | 19'25"00; 11'00"00 (3000m); 39'30"00 (10000m/10km); 12'15"00 (3000st)    |
| 10000 metri piani               | –                                                                    | –                                                                        |
| 100 metri ostacoli              | –                                                                    | 15"94                                                                    |
| 110 metri ostacoli (1,00/1,06m) | 15"70/16"10                                                          | –                                                                        |
| 400 metri ostacoli              | 57"14                                                                | 1'08"14                                                                  |
| 3000 metri siepi                | 9'58"00                                                              | 12'45"00                                                                 |
| Salto in alto                   | 1,92 m                                                               | 1,60 m                                                                   |
| Salto con l'asta                | 4,05 m                                                               | 3,10 m                                                                   |
| Salto in lungo                  | 6,70 m                                                               | 5,35 m                                                                   |
| Salto triplo                    | 13,60 m                                                              | 11,25 m                                                                  |
| Getto del peso                  | 12,80 m (6 kg); 11,90 m (7,260 kg)                                   | 10,00 m                                                                  |
| Lancio del disco                | 39,70 m (1,75 kg); 37,00 m (2,00 kg)                                 | 30,50 m                                                                  |
| Lancio del martello             | 44,00 m (6 kg); 39,50 m (7,260 kg)                                   | 39,50 m                                                                  |
| Lancio del giavellotto          | 48,50 m                                                              | 33,50 m                                                                  |
| Decathlon                       | 4 800 p.; 4 000 p. (Eptathlon indoor)                                | –                                                                        |
| Eptathlon                       | –                                                                    | 3 500 p.; 2 800 p. (Pentathlon indoor)                                   |
| Marcia 10000 m                  | 52'00"00 (Pista-strada); 25'00"00 (5 km/5000 m); 1h53'00" (20 km)    | 59'00"00 (Pista-strada); 28'40"00 (5000 m); - (3000 m); 2h00'00" (20 km) |
| Staffetta 4×100 metri           | senza minimo                                                         | senza minimo                                                             |
| Staffetta 4x400 metri           | senza minimo                                                         | senza minimo                                                             |

Minimi di qualificazione per la corsa campestre
Criteri di partecipazione non sono noti.

## Risultati

### Corsa Campestre, 11-12 marzo a Gubbio

#### Individuale
| Specialità | Oro                                                 | Prestazione | Argento                                      | Prestazione | Bronzo                             | Prestazione |
| Cross 6 km | Francesca Tommasi Atletica Insieme New Foods VR     | 22'41"      | Michela Cesarò CUS Torino                    | 23'26"      | Ilaria Fantinel A.N.A. Atl. Feltre | 23'36"      |
| Juniores   |                                                     |             |                                              |             |                                    |             |
| Cross 8 km | Nfamara Njie Atletica Amatori Cisternino Equiparato | 26'14"      | Sergiy Volodymyrovyc Polikarpenko CUS Torino | 26'30"      | Massimo Guerra Atl. Vicentina      | 26'32"      |

#### Squadre
| Specialità        | Oro              | Punti | Argento            | Punti | Bronzo                       | Punti |
| Classifica Donne  | Atletica Saluzzo | 32 p. | CUS Torino         | 34 p. | Atl. Bergamo 1959 Oriocenter | 46 p. |
| Juniores          |                  |       |                    |       |                              |       |
| Classifica Uomini | CUS Torino       | 31 p. | A.S.D. CUS Palermo | 40 p. | A.N.A. Atl. Feltre           | 44 p. |

### Uomini
| Specialità                                                                              | Oro                                                                                                   | Prestazione        | Punti | Argento                                                                      | Prestazione        | Punti | Bronzo                                                                                           | Prestazione        | Punti |
| Corse                                                                                   | |                    |       |                                                                              |                    |       |                                                                                                  |                    |       |
| 100 m                                                                                   | Nicholas Artuso A.S. Dilett. Atl. Villafranca                                                         | 10"42 (-0,3 m/s)   | 12.0  | Andrei Alexandru Zlatan A.S. La Fratellanza 1874 Equiparato                  | 10"46              | 11.0  | Jamie Steve Dave Abe CUS Parma                                                                   | 10"71              | 10.0  |
| 200 m                                                                                   | Andrei Alexandru Zlatan A.S. La Fratellanza 1874 Equiparato                                           | 21"43 (+1,6 m/s)   | 12.0  | Mario Marchei ASD Atletica Futura Roma                                       | 21"44              | 11.0  | Michele Rancan Atl. Vicentina                                                                    | 21"63              | 10.0  |
| 400 m                                                                                   | Vladimir Aceti Atletica Vis Nova Giussano                                                             | 46"52              | 12.0  | Lapo Bianciardi Assi Giglio Rosso Firenze                                    | 47"41              | 11.0  | Federico Crisci A.S.D. Enterprise Sport & Service                                                | 47"97              | 10.0  |
| 800 m                                                                                   | Simone Barontini S.E.F. Stamura Ancona A.S.D.                                                         | 1'49"64            | 12.0  | Michele De Berti A.S. La Fratellanza 1874                                    | 1'51"13            | 11.0  | Andrea Romani Atletica Riccardi Milano 1946                                                      | 1'51"43            | 10.0  |
| 1500 m                                                                                  | Abdelhakim Elliasmine Atl. Bergamo 1959 Oriocenter Equiparato                                         | 3'49"65            | 12.0  | Jacopo De Marchi Trieste Atletica                                            | 3'49"85            | 11.0  | Nfamara Njie Atletica Amatori Cisternino Equiparato                                              | 3'53"32            | 10.0  |
| 3000 m                                                                                  | - | -                  | -     | -                                                                            | -                  | -     | -                                                                                                | -                  | -     |
| 5000 m                                                                                  | Nfamara Njie Atletica Amatori Cisternino Equiparato                                                   | 14'44"66           | 12.0  | Sergiy Volodymyrovyc Polikarpenko CUS Torino                                 | 14'45"00           | 11.0  | Alberto Mondazzi Atletica Mariano Comense                                                        | 14'45"58           | 10.0  |
| Marcia 10 000 m                                                                         | Giacomo Brandi Sport Atl. Fermo                                                                       | 43'01"13           | 12.0  | Nicolas Fanelli Atletica Amatori Cisternino                                  | 44'02"21           | 11.0  | Pietro Zabbeni Atl. Bergamo 1959 Oriocenter                                                      | 44'53"95 >         | 10.0  |
| Corse a ostacoli                                                                        | |                    |       |                                                                              |                    |       |                                                                                                  |                    |       |
| 110 m hs                                                                                | Marco Bigoni Pro Sesto Atl.                                                                           | 13"82 (-0,8 m/s)   | 12.0  | Mattia Di Panfilo ASD Atletica Futura Roma                                   | 14"29              | 11.0  | Mattia Montini Atl. Lecco-Colombo Costruz.                                                       | 14"42              | 10.0  |
| 400 m hs                                                                                | Alessandro Sibilio Atletica Riccardi Milano 1946                                                      | 51"98              | 12.0  | Leonardo Puca Atletica Insieme New Foods VR                                  | 53"55              | 11.0  | Samuele Licata A.S. Dil. Milone                                                                  | 53"57              | 10.0  |
| 3000 m siepi (H 91)                                                                     | Pietro Arese S.A.F. Atletica Piemonte A.S.D.                                                          | 9'22"21            | 12.0  | Massimo Guerra Atl. Vicentina                                                | 9'22"50            | 11.0  | Giovanni Gatto U.S. Quercia Trentingrana                                                         | 9'23"76            | 10.0  |
| Staffette                                                                               | |                    |       |                                                                              |                    |       |                                                                                                  |                    |       |
| Staffetta 4×100 m                                                                       | Atl. Cento Torri Pavia Gabriele Spotti Chiebuka Emmanuel Ihemeje Amos Galbiati Christian Jasmie Bapou | 41"58              | 12.0  | Pro Sesto Atl. Riccardo Zappa Davide Monolo Marco Bigoni Matteo Brivio       | 42"13              | 11.0  | C.U.S. PARMA Marco Simonini Matteo Bergamaschi Alessandro Battilana Jamie Steve Dave Abe         | 42"26              | 10.0  |
| Staffetta 4×400 m                                                                       | Atletica Riccardi Milano 1946 Simone Di Nunno Alessandro Sibilio Dario Burragato Andrea Romani        | 3'16"68            | 12.0  | Pro Sesto Atl. Lorenzo Marchetta Andrea Quaggia Luca Giussani Klaudio Gjetja | 3'20"31            | 11.0  | Atl. Bergamo 1959 Oriocenter Andrea Malpicci Edoardo Foiadelli Matteo Viel Abdelhakim Elliasmine | 3'20"43            | 10.0  |
| Salti                                                                                   | |                    |       |                                                                              |                    |       |                                                                                                  |                    |       |
| Salto in alto                                                                           | Nicholas Nava Atl. Bergamo 1959 Oriocenter                                                            | 2,20 m             | 12.0  | Stefano Sottile G.S. Fiamme Azzurre Atl. Valsesia                            | 2,14 m             | 11.0  | Andrea Motta Atl. Bergamo 1959 Oriocenter                                                        | 2,12 m             | -     |
| Salto con l'asta                                                                        | Max Mandusic Trieste Atletica                                                                         | 4,90 m             | 12.0  | Luca Barbini Atl. Lecco-Colombo Costruz.                                     | 4,50 m             | 11.0  | Zakaria Zahir Atl. Cento Torri Pavia                                                             | 4,50 m             | 10.0  |
| Salto in lungo                                                                          | Denis Rigamonti Atl. Bergamo 1959 Oriocenter                                                          | 7,32 m (+0,2 m/s)  | 12.0  | Ferdinand Ugonna Egbo Atl Brugnera PN Friulintagli                           | 7,27 m (+2,2 m/s)  | 11.0  | Andrea Rinaldi Atletica Livorno                                                                  | 7,27 m (+0,6 m/s)  | 10.0  |
| Salto triplo                                                                            | Andrea Dallavalle Atl. Piacenza                                                                       | 16,46 m (+1,2 m/s) | 12.0  | Chiebuka Emmanuel Ihemeje Atl. Cento Torri Pavia                             | 15,96 m (+2,0 m/s) | 11.0  | Simone Biasutti Trieste Atletica                                                                 | 15,50 m (+0,6 m/s) | 10.0  |
| Lanci                                                                                   | |                    |       |                                                                              |                    |       |                                                                                                  |                    |       |
| Getto del peso                                                                          | Simone Bruno Pro Sesto Atl.                                                                           | 17,44 m            | 12.0  | Alessandro Pace Fiamme Gialle G. Simoni                                      | 16,37 m            | 11.0  | Andrea Proietti Atl. Stud. Rieti Andrea Milardi                                                  | 16,34 m            | 10.0  |
| Lancio del disco                                                                        | Alessio Mannucci Atletica Livorno                                                                     | 54,73 m            | 12.0  | Luca Masseroni Cremona Sportiva Atletica Arvedi                              | 52,05 m            | 11.0  | Isidoro Marco Mascali A.S.D. C.U.S. Palermo                                                      | 51,22 m            | 10.0  |
| Lancio del martello                                                                     | Andrea Proietti Atl. Stud. Rieti Andrea Milardi                                                       | 63,68 m            | 12.0  | Gregory Falconi G. Alpinistico Vertovese                                     | 62,47 m            | 11.0  | Alessandro Di Nunzio ASD Nuova Atletica Lanciano                                                 | 59,71 m            | 10.0  |
| Lancio del giavellotto                                                                  | Giacomo Biserna Atl. Stud. Rieti Andrea Milardi                                                       | 63,84 m            | 12.0  | Luca Scaparone A.S.D. Atl. Fossano '75                                       | 63,79 m            | 11.0  | Lorenzo Bruschi O.S.A. Saronno Lib.                                                              | 60,41 m            | 10.0  |
| record dei campionati; record nazionale; record personale; record personale stagionale. | |                    |       |                                                                              |                    |       |                                                                                                  |                    |       |

### Donne
| Specialità                                                                              | Oro                                                                                                | Prestazione        | Punti | Argento                                                                                             | Prestazione       | Punti | Bronzo                                                                                      | Prestazione        | Punti |
| Corse                                                                                   | |                    |       | |                   |       |                                                                                             |                    |       |
| 100 m                                                                                   | Zaynab Dosso Calcestruzzi Corradini Excels.                                                        | 12"00 (+1,4 m/s)   | 12.0  | Moillet Kouakou Atl. Vicentina                                                                      | 12"07             | 11.0  | Eleonora Iori A.S. La Fratellanza 1874                                                      | 12"10              | 10.0  |
| 200 m                                                                                   | Sofia Bonicalza Pro Sesto Atl.                                                                     | 23"73 (+1,0 m/s)   | 12.0  | Alessia Pavese Atl. Bergamo 1959 Oriocenter                                                         | 24"10             | 11.0  | Moillet Kouakou Atl. Vicentina                                                              | 24"47              | 10.0  |
| 400 m                                                                                   | Rebecca Borga Atletica Riviera del Brenta                                                          | 54"31              | 12.0  | Alessia Tirnetta Olimpia Atletica Nettuno                                                           | 55"35             | 11.0  | Silvia Meletto G.S. Bernatese                                                               | 55"47              | 10.0  |
| 800 m                                                                                   | Gaia Sabbatini ASD Atletica Gran Sasso Teramo                                                      | 2'08"92            | 12.0  | Giada Stanissa C.U.S. TRIESTE                                                                       | 2'10"13           | 11.0  | Chiara Statuto Atletica Roma Acquacetosa                                                    | 2'10"93            | 10.0  |
| 1500 m                                                                                  | Martina Tozzi Fiamme Gialle G. Simoni                                                              | 4'25"34            | 12.0  | Francesca Tommasi Atletica Insieme New Foods VR                                                     | 4'25"90           | 11.0  | Federica Cortesi Atl. Brescia 1950                                                          | 4'26"30            | 10.0  |
| 3000 m                                                                                  | -                                                                                                  | -                  | -     | -                                                                                                   | -                 | -     |                                                                                             |                    |       |
| 5000 m                                                                                  | Francesca Tommasi Atletica Insieme New Foods VR                                                    | 16'43"21           | 12.0  | Valentina Gemetto Atletica Saluzzo                                                                  | 17'20"26          | 11.0  | Michela Cesarò C.U.S. TORINO                                                                | 17'26"24           | 10.0  |
| Marcia 10 000 m                                                                         | Annalisa Russo ASD Pol. Astro 2000 Benevento                                                       | 50'31"23 >         | 12.0  | Anthea Mirabello Fiamme Gialle G. Simoni                                                            | 51'03"93 >        | 11.0  | Angelica Mirabello Fiamme Gialle G. Simoni                                                  | 51'18"28 >         | 10.0  |
| Corse a ostacoli                                                                        | |                    |       | |                   |       |                                                                                             |                    |       |
| 100 m hs                                                                                | Elisa Maria Di Lazzaro CUS Parma                                                                   | 13"25 (+1,7 m/s)   | 12.0  | Desola Oki CUS Parma                                                                                | 13"54             | -     | Linda Guizzetti Brixia Atletica 2014 A.S.D.                                                 | 14"03              | 10.0  |
| 400 m hs                                                                                | Linda Olivieri Atl. Monza                                                                          | 58"47              | 12.0  | Alice Boasso A.S.D. Atl. Fossano '75                                                                | 1'00"08           | 11.0  | Marta Capaccioni Atletica Firenze Marathon S.S.                                             | 1'01"15            | 10.0  |
| 3000 m siepi                                                                            | Laura De Marco G.S. Fiamme Oro Padova                                                              | 10'40"25           | 12.0  | Micol Majori N. Atl. Fanfulla Lodigiana                                                             | 10'55"57          | 11.0  | Clara Tasca A.S. Dil. Catania 2000                                                          | 10'56"23           | 10.0  |
| Staffette                                                                               | |                    |       | |                   |       |                                                                                             |                    |       |
| Staffetta 4×100 m                                                                       | Atl. Stud. Rieti Andrea Milardi Gaia Fabri Luna Jimenez Moreno Domiziana Gentili Valeria Simonelli | 47"40              | 12.0  | Brixia Atletica 2014 ASD Alessia Saramondi Linda Guizzetti Giorgia Corbari Giulia Curone            | 48"16             | 11.0  | N. Atl. Fanfulla Lodigiana Camilla Rossi Eleonora Giraldin Cristina Galvagni Alisia Puglisi | 48"69              | 10.0  |
| Staffetta 4×400 m                                                                       | Bracco Atletica Miriam Vercellone Francesca Aquilino Chiara Di Benedetto Greta Grecchi             | 3'49"23            | 12.0  | Atletica Malignani Libertas UD Margherita Urti Beatrice Dijust Sara Di Benedetti Chiara Crognaletti | 3'52"33           | 11.0  | CUS Trieste Isabella Grandolfo Giada Stanissa Alessia Gant Mara Lavrencic                   | 3'55"55            | 10.0  |
| Salti                                                                                   | |                    |       | |                   |       |                                                                                             |                    |       |
| Salto in alto                                                                           | Giorgia Niero U.S. Quercia Trentingrana                                                            | 1,76 m             | 12.0  | Sara Modena A.S. La Fratellanza 1874                                                                | 1,76 m            | 11.0  | Pamela Croce U.S. Quercia Trentingrana                                                      | 1,74 m             | 10.0  |
| Salto con l'asta                                                                        | Virginia Scardanzan Atletica Silca Conegliano                                                      | 3,90 m             | 12.0  | Elena Bisotto GA Aristide Coin Venezia 1949                                                         | 3,80 m            | 11.0  | Martina Turco Atl. Stud. Rieti Andrea Milardi                                               | 3,70 m             | 10.0  |
| Salto in lungo                                                                          | Giorgia Sansa Libertas Friûl Palmanova                                                             | 6,09 m (+1,4 m/s)  | 12.0  | Gloria Gollin Atl. Vicentina                                                                        | 5,94 m (+1,8 m/s) | 11.0  | Fanta Leila Kone S.A.F. Atletica Piemonte A.S.D.                                            | 5,93 m (+1,1 m/s)  | 10.0  |
| Salto triplo                                                                            | Sabrina Urbano Atletica Roma Acquacetosa                                                           | 12,80 m (+1,1 m/s) | 12.0  | Asia Lambrughi Atl. Lecco-Colombo Costruz.                                                          | 12,35 m (0,0 m/s) | 11.0  | Chiara Bertuzzi GA Aristide Coin Venezia 1949                                               | 12,30 m (-1,0 m/s) | 10.0  |
| Lanci                                                                                   | |                    |       | |                   |       |                                                                                             |                    |       |
| Getto del peso                                                                          | Sydney Giampietro GA Fiamme Gialle Cus Pro Patria Milano                                           | 14,21 m            | 12.0  | Martina Carnevale Atl. Stud. Rieti Andrea Milardi                                                   | 13,46 m           | 11.0  | Francesca Raffaello Alteratletica Locorotondo                                               | 13,43 m            | 10.0  |
| Lancio del disco                                                                        | Sydney Giampietro GA Fiamme Gialle Cus Pro Patria Milano                                           | 48,60 m            | 12.0  | Elena Varriale ASD Atletica Prato                                                                   | 43,39 m           | 11.0  | Martina Carnevale Atl. Stud. Rieti Andrea Milardi                                           | 43,00 m            | 10.0  |
| Lancio del martello                                                                     | Alessia Beneduce ASD U.S. Aterno Pescara                                                           | 55,17 m            | 12.0  | Cecilia Desideri Atl. Stud. Rieti Andrea Milardi                                                    | 54,69 m           | 11.0  | Lucilla Celeghini A.S. La Fratellanza 1874                                                  | 53,29 m            | 10.0  |
| Lancio del giavellotto                                                                  | Sara Zabarino California Sport & Fitness                                                           | 52,77 m            | 12.0  | Nicoletta Citi Atl. Libertas Runners Livorno                                                        | 43,07 m           | 11.0  | Giulia Lodi C.U.S. BOLOGNA A.S.D.                                                           | 41,77 m            | 10.0  |
| record dei campionati; record nazionale; record personale; record personale stagionale. | |                    |       | |                   |       |                                                                                             |                    |       |

#### Squadre
Le classifiche complessive delle squadre CdS Under 23 sono:
| Specialità        | Oro                                       | Punti    | Argento                 | Punti    | Bronzo                      | Punti    |
| Classifica Uomini | Atletica Studentesca Rieti Andrea Milardi | 127,5 p. | Fiamme Gialle G. Simoni | 117,5 p. | Atl. Lecco-Colombo Costruz. | 100,0 p. |
| Juniores          |                                           |          |                         |          |                             |          |
| Classifica Donne  | Atletica Studentesca Rieti Andrea Milardi | 166,0 p. | Bracco Atletica         | 127,0 p. | Atletica Brescia 1950       | 123,0 p. |

### Prove multiple, 27-28 maggio a Lana
| Specialità                                                                              | Oro                                  | Prestazione | Argento                                  | Prestazione | Bronzo                                  | Prestazione |
| Decathlon (uomini)                                                                      | Matteo Chiusolo SportRace S.S.D.     | 7 201 p.    | Lorenzo Naidon U.S. Quercia Trentingrana | 6 929 p.    | Michele Brini Atletica Imola Sacmi AVIS | 6 778 p.    |
| Eptathlon (donne)                                                                       | Alice Boasso A.S.D. Atl. Fossano '75 | 5 085 p.    | Gloria Gollin Atl. Vicentina             | 5 018 p.    | Sofia Montagna Atl. Vigevano            | 4 796 p.    |
| record dei campionati; record nazionale; record personale; record personale stagionale. |                                      |             |                                          |             |                                         |             |